# 阿尔温-布罗德尔·阿尔布雷希特
阿尔温-布罗德尔·阿尔布雷希特（Alwin-Broder Albrecht，1903年9月18日—1945年5月1日）曾是一名德国海军军官，后在第二次世界大战期间成为阿道夫·希特勒的附屬官之一。
1922年，阿尔温-布罗德尔·阿尔布雷希特加入國家海軍。1938年6月19人，希特勒的海军聯絡官卡尔-耶斯科·冯·普特卡默被调转至海军一线部队，阿尔布雷希特由此接任海军联络官职务。
但在1939年6月30日，海军司令、元帅埃里希·雷德尔得知阿尔布雷希特在当年早些时候与一名有过往污点的女子结了婚，于是要求要么将他调职到東京都去当駐外武官，要么就把他彻底踢出海军。希特勒对此有异议，还跟埃里希·雷德尔吵了一架。1939年7月1日，希特勒任命阿尔布雷希特为國家社會主義汽車軍團親衛隊上級領袖，将他纳入自己的附屬官团队。希特勒接着还会见了阿尔布雷希特的妻子，并表达了对她的喜爱。阿尔布雷希特从此受菲利普·布勒管辖，作为希特勒的幕僚任职于德國總理府。
1945年，作为希特勒的附屬官，阿尔布雷希特在元首地堡工作。柏林市戰役期间，阿尔布雷希特操作机枪，守卫总理府。1945年5月1日，阿尔布雷希特自杀，终年41岁。他的尸体从未被找到。